# Separerat system
Separerat system är en form för avledning av avloppsvatten. Det är ett system där spillvatten och dagvatten avleds åtskilt. Om spillvattnet avleds i en ledning och dagvattnet i en annan kallas detta för duplikatsystem, avleds dagvattnet via dike kallas denna specialform för separatsystem.